# Monzo
Monzo (anomenada oficialment Sant Martiño de Monzo) és una parròquia gallega situada en el municipi de Trazo.
Les entitats de població que formen part de la parròquia són: A Castiñeira, A Pedregueira, O Barral, O Castro, O Lestido, O Outeiro i O Samartiño.

## Evolució demogràfica
| Gràfica d'evolució demogràfica de Monzo entre 2000 i 2019 |
|                                                           |